# Морська чайка
«Морська чайка» — радянський дитячо-пригодницький кольоровий художній фільм 1961 року, знятий режисером Євгеном Брюнчугіним на Кіностудії ім. О. Довженка.

## Сюжет
За однойменною повістю Юрія Збанацького. До Чорного моря з Білорусії приїжджає хлопчик на літні канікули до бабусі та дідуся. Кожен день для Данька та його нових друзів заповнений цікавими подіями: зустріч із прикордонниками, турботи про поранену чайку, риболовлю, справжній шторм і навіть пошуки шпигуна.

## У ролях
- Валентин Марченко — Данька
- Леонід Бабич — Костя
- Олександр Карновський — Асік (Аскольд)
- Сергій Слободян — Павлік (П'ятниця)
- Сергій Фірсов — Славік
- Тамара Логінова — Оксана Кузьмінічна
- Зінаїда Наришкіна — бабуся
- Ольга Аросєва — мама Асіка
- Леонід Марченко — Жорка-одесит
- Микола Засєєв-Руденко — епізод
- Лариса Хоролець — Оксана
- Світлана Харитонова — Нонна Павлівна
- Ф. Канзас — епізод

## Знімальна група
- Режисер — Євген Брюнчугін
- Сценаристи — Юрій Збанацький, Євген Брюнчугін
- Оператор — Наум Слуцький
- Композитор — Сергій Жданов
- Художник — Вульф Агранов